# Josep Amargós i Samaranch
Josep Amargós i Samaranch   (Barcelona, 14 de maig de 1849 - Barcelona, 28 de setembre de 1918) fou un arquitecte català adscrit al moviment modernista.

## Biografia
Fill de Josep Amargós i Llobet, paleta natural de Sant Climent de Llobregat, i de Josepa Samaranch i Sala, de Barcelona, es va casar amb Eulàlia Torres Cabrer, amb qui va tenir tres fills.
Va realitzar els projectes d'urbanització del Poble Sec junt amb Narcís Aran i Josep Fontserè i Mestre pels volts del 1870, i va obtenir el títol d'arquitecte el 1877, El 1894 va realitzar la primera urbanització parcial de la muntanya de Montjuïc, totalment reformat al segle xx amb motiu de l'Exposició Universal de 1929. També fou autor d'un projecte no realitzat d'urbanització de la plaça d'Espanya (1915).
També va participar en el projecte de construcció d'una capella neogòtica a l'Església parroquial de Sant Climent de Llobregat el 1900, decorada amb pintures d'escenes de la vida de Crist i altres d'ornamentals.

## Obres

### Barcelona
| Any  | Nom                                  | Ubicació                                                                                  | Descripció | Estat    | Foto                                 |
| ---- | ------------------------------------ | ----------------------------------------------------------------------------------------- | --- | -------- | ------------------------------------ |
| 1884 | Hivernacle del Parc de la Ciutadella | Parc de la Ciutadella41° 23′ 15.63″ N, 2° 11′ 02.1″ E / 41.3876750°N,2.183917°E           | Tot i que Josep Fontserè i Mestre havia projectat i construït un hivernacle per a la Ciutadella com a part d'un programa museístic i científic format per l'Hivernacle, Umbracle i Museu Martorell de Geologia, una tempesta el va malmetre el setembre de 1887. L'arquitecte director dels treballs de l'Exposició de 1888, Elies Rogent va decidir enderrocar-lo i construir-ne un de nou a partir d'un projecte de Josep Amargós i Samaranch . És una estructura metàl·lica i tancament de vidre, amb tres naus. A l'obra, sense cap aspiració virtuosista, mereixen atenció els elements seriats en ferro fos (palmetes, formes lobulades, coronaments) que utilitzen els repertoris canònics hel·lenístics més de moda dels projectes catalans del moment i les decoracions en estuc amb motius florals, obra d'Alexandre de Riquer. | Correcte | Hivernacle del Parc de la Ciutadella |
| 1902 | Torre de les Aigües de Dos Rius      | Ctra. Vallvidrera al Tibidabo 10741° 25′ 22.08″ N, 2° 7′ 9.3″ E / 41.4228000°N,2.119250°E | Encarregada per la Societat promotora de la urbanització del Tibidabo, per a emmagatzemar i bombar les aigües de DosRius per subministrar al Parc d'Atraccions i a la urbanització residencial del camí de Vallvidrera. La construcció va guanyar el primer premi del Concurs anual d'edificis artístics de 1905. | Correcte | Torre de les Aigües de Dos Rius      |

### Cornellà de Llobregat
| Any       | Nom                                                                             | Ubicació                                                                                               | Descripció | Estat    | Foto                                     |
| --------- | ------------------------------------------------------------------------------- | --- | --- | -------- | ---------------------------------------- |
| 1903-1907 | Central de Bombeig d'Aigües de Barcelona (actualment Museu Agbar de les Aigües) | Ctra de Sant Boi / Ctra de Sant Joan Despí 41° 21′ 22.77″ N, 2° 3′ 51.81″ E / 41.3563250°N,2.0643917°E | Comprenen l'edifici pròpiament dit, la xemeneia de 35 metres d'alçada i els pous d'extracció d'aigua situats dins d'un extens parc que constitueix l'element integrador de les instal·lacions. L'edifici, construït en maó vist i segons els cànons modernistes, consta de tres naus completament lliures. Actualment acull el Museu Agbar de les Aigües. | Correcte | Central de Bombeig d'Aigües de Barcelona |